# Театр абсурда
Театр абсурда, или драма абсурда, — абсурдистское направление в западноевропейской драматургии и театре, возникшее в начале 1950-х годов во французском театральном искусстве.
Театр абсурда является частью литературы абсурда. В абсурдистских пьесах (драмах), в отличие от логичных пьес обычной драматургии, автор передаёт читателю и зрителю своё ощущение какой-либо проблемы, постоянно нарушая логику, поэтому зритель, привыкший к обычному театру, оказывается сбит с толку и испытывает дискомфорт, что и является целью «нелогичного» театра, нацеленного на то, чтобы зритель избавился от шаблонов в своём восприятии и взглянул на свою жизнь по-новому. Сторонники «логичного» театра говорят, что мир в «театре абсурда» представлен как бессмысленное, лишённое логики нагромождение фактов, поступков, слов и судеб, однако при чтении таких пьес можно заметить, что они составлены из ряда вполне логичных фрагментов. Логика же связи этих фрагментов резко отличается от логики связи частей «обычной» пьесы. Наиболее полно принципы «абсурдизма» были воплощены в драмах «Лысая певица» (La cantatrice chauve, 1950) румынско-французского драматурга Эжена Ионеско и «В ожидании Годо» (Waiting for Godot, 1952) ирландского писателя Сэмюэла Беккета. Приёмами искусства абсурда пользовались в своём творчестве также французские драматурги Жан Жене, Артюр Адамов, английские писатели Гарольд Пинтер, Н. Симпсон и некоторые другие.

## История
Термин «театр абсурда» впервые появился в работах театрального критика Мартина Эсслина, написавшего в 1962 году книгу с таким названием. Эсслин увидел в определённых произведениях художественное воплощение философии Альбера Камю о бессмысленности жизни в своей основе, что он проиллюстрировал в своей книге «Миф о Сизифе». Считается, что театр абсурда уходит корнями в философию дадаизма, поэзию из несуществующих слов и авангардистское искусство 1910—1920-х. Несмотря на острую критику, жанр приобрёл популярность после Второй мировой войны, которая продемонстрировала неопределённость и эфемерность человеческой жизни. Введённый термин также подвергался критике, появились попытки переопределить его как «анти-театр» и «новый театр». По Эсслину, абсурдистское театральное движение базировалось на постановках четырёх драматургов — Эжена Ионеско, Сэмюэла Беккета, Жана Жене и Артюра Адамова, однако он подчёркивал, что каждый из этих авторов имел свою уникальную технику, выходящую за рамки термина «абсурд». Часто выделяют следующую группу писателей — Том Стоппард, Фридрих Дюрренматт, Фернандо Аррабаль, Гарольд Пинтер, Эдвард Олби и Жан Тардьё. Эжен Ионеско не признавал термин «театр абсурда» и называл его «театром насмешки».
Вдохновителями движения считают Игоря Стравинского, Альфреда Жарри, Луиджи Пиранделло, Станислава Виткевича, Гийома Аполлинера, сюрреалистов и многих других.
Движение «театра абсурда» (или «нового театра»), очевидно, зародилось в Париже как авангардистский феномен, связанный с маленькими театрами в Латинском квартале, а спустя некоторое время обрело и мировое признание.
Считается, что театр абсурда отрицает реалистичные персонажи, ситуации и все другие соответствующие театральные приёмы. Время и место неопределённы и изменчивы, даже самые простые причинные связи разрушаются. Бессмысленные интриги, повторяющиеся диалоги и бесцельная болтовня, драматическая непоследовательность действий, — всё подчинено одной цели: созданию сказочного, а может быть и ужасного, настроения.
Критики такого подхода, в свою очередь, указывают, что персонажи пьес «абсурда» вполне реалистичны, как и ситуации в них, не говоря уже о театральных приемах, а намеренное разрушение причинно-следственных позволяет драматургу сбить зрителя со стандартного, шаблонного, способа мышления, заставляет его прямо по ходу пьесы искать разгадку алогичности происходящего и в результате более активно воспринимать сценическое действие.
Сам Эжен Ионеско так писал о «Лысой певице»:

Ощутить абсурдность банальности и языка, их фальшь — уже продвинуться вперёд. Чтобы сделать этот шаг, мы должны раствориться во всём этом. Комическое есть необычное в его первозданном виде; более всего меня изумляет банальность; скудость наших ежедневных разговоров — вот где гиперреальное.

Кроме того, алогичность, парадокс, как правило, производит на зрителя комическое впечатление, через смех открывая человеку абсурдные стороны его существования. Кажущиеся бессмысленными интриги и диалоги вдруг открывают зрителю мелочность и бессмысленность его собственных интриг и разговоров с близкими и друзьями, приводя его к переосмыслению своей жизни. Что же касается драматической непоследовательности в пьесах «абсурда», то она практически полностью соответствует «клиповому» восприятию современного человека, в голове у которого в течение дня смешиваются телевизионные передачи, реклама, сообщения в соцсетях, телефонные смс — все это сыпется на его голову в самом беспорядочном и противоречивом виде, представляя собой непрекращающийся абсурд нашей жизни.
Нью-йоркская Театральная компания без названия № 61 (Untitled Theater Company #61) заявила о создании «современного театра абсурда», состоящего из новых постановок в этом жанре и переложений классических сюжетов новыми режиссёрами. Среди других начинаний можно выделить проведение Фестиваля работ Эжена Ионеско.
«Традиции французского театра абсурда в русской драме существуют на редком достойном примере. Можно упомянуть Михаила Волохова. Но философия абсурда до сего дня в России отсутствует, так что её предстоит создать.»

## Театр абсурда в России
Одним из первых произведений в жанре театра абсурда является балет «Весна священная» композитора Игоря Стравинского.
Основные идеи театра абсурда разрабатывались членами группы ОБЭРИУ ещё в 1930-х годах, то есть за несколько десятилетий до появления подобной тенденции в западноевропейской литературе. В частности, одним из основоположников русского театра абсурда был Александр Введенский, который написал пьесы «Минин и Пожарский» (1926), «Кругом возможно Бог» (1930—1931), «Куприянов и Наташа» (1931), «Ёлка у Ивановых» (1939) и т. п. Наиболее значительными в подобном жанре являются работы Д. Хармса и С. Кржижановского.
В драматургии более позднего периода (1980-е годы) элементы театра абсурда можно встретить в пьесах Людмилы Петрушевской, в пьесе Венедикта Ерофеева «Вальпургиева ночь, или Шаги Командора», в пьесе российско-французского драматурга Михаила Волохова («Игра в жмурики»), ряде других произведений.

## Представители
- Адамов, Артюр (фр. Arthur Adamov)
- Беккет, Сэмюэл (англ. Samuel Barclay Beckett)
- Введенский, Александр Иванович
- Виткевич, Станислав Игнацы (пол. Stanisław Ignacy Witkiewicz )
- Волохов, Михаил Игоревич
- Гавел, Вацлав (чеш. Václav Havel)
- Жене, Жан (фр. Jean Genet)
- Ионеско, Эжен (фр. Eugène Ionesco)
- Казаков, Владимир Васильевич
- Камю, Альбер (фр. Albert Camus)
- Кэрролл, Льюис (англ. Lewis Carroll)
- Мрожек, Славомир (пол. Sławomir Mrożek)
- Олби, Эдвард (англ. Edward Albee)
- Пинтер, Гарольд (англ. Harold Pinter)
- Ружевич, Тадеуш (пол. Tadeusz Różewicz )
- Стоппард, Том (англ. Tom Stoppard)
- Хармс, Даниил Иванович